# Balssiathelphusa natunaensis
Balssiathelphusa natunaensis е вид ракообразно от семейство Gecarcinucidae.

## Разпространение
Видът е разпространен в Индонезия.

## Описание
Популацията на вида е стабилна.